# Manduca mayeri
Manduca mayeri är en fjärilsart som beskrevs av Josef Mooser 1940. Manduca mayeri ingår i släktet Manduca och familjen svärmare. Inga underarter finns listade i Catalogue of Life.